# Hoeve Wassergeest
Hoeve Wassergeest is een boerderij aan de Achterweg-Zuid 35 in de plaats Lisse, in de Nederlandse provincie Zuid-Holland. Sinds 2000 staat de boerderij ingeschreven in het rijksmonumentenregister.

## Historie
De hoeve dateert uit de eerste helft van de zeventiende eeuw en was oorspronkelijk bekend onder de naam Westergeest. In 1660 werd door Jonkheer Adriaan van der Laen een buitenhuis met aangebouwde bollenschuur op de plaats van de boerderij gebouwd. De naam van het landgoed werd daarna officieel gewijzigd in Wassergeest. 
In de jaren die volgden was het landgoed in bezit van verscheidene adellijke families. In 1783 verkocht Carel George van Wassenaer Obdam het landgoed aan Apollonius Jan Cornelis Lampsins. De baron was een jaar eerder eigenaar geworden van de nabije buitenplaats Grotenhof. Beide landgoederen werden door Lampsins beheerd tot hij in de schulden kwam en gedwongen was zowel Grotenhof als Wassergeest te verkopen. In 1790 werd de Leidenaar Izaak van Buren de nieuwe eigenaar van Wassergeest. Datzelfde jaar werden er zijvleugels toegevoegd aan het huis, waarmee een Ambachtelijk-traditionele bouwstijl werd verkregen. 
Van Buren was tientallen jaren woonachtig in het huis maar zag zich in 1804 door schulden gedwongen de buitenplaats te verkopen aan D.P.J. van der Staal van Piershil. In 1852 werd Wassergeest opnieuw verkocht. Nieuwe eigenaar werd Johan Frederik Steengracht van Duyvenvoorde die het huis een jaar later verhuurde aan Cecilia M. Steengracht. In 1855 volgde er nog een verbouwing, waarbij het huis verbouwd en vergroot werd. Het complex kreeg weer de functie van een boerderij. In dezelfde periode werd de middenpartij van de voorgevel bewerkt. Het werd verhoogd met een karakteristieke trapgevel. Vanwege de vestiging van een bollenbedrijf destijds, werd de boerenschuur een jaar later verbouwd tot bollenschuur. Na het overlijden van eigenaar Johan Frederik werd Cecilia M. Steengracht eigenaar van het landgoed. Na haar dood in 1899 werd het landgoed door haar dochter Comelia Johanna van Lynden-van Pallandt geërfd. 
In 1909 vond nog een interne verbouwing plaats, waarbij het huis werd verdeeld in vier werkmanswoningen. In 1930 werd een staande schuur gemaakt van handvormsteen dwars op de bollenschuur geplaatst. Later werd het landgoed verkocht aan de familie van Rechteren Limpurg. De laatste eigenares uit deze familie heeft Wassergeest tussen 1970 en 1997 in gedeelten verkocht. Sinds 1996 bevat het woonhuisgedeelte twee woningen en een kantoorruimte. De bollenschuur heeft nog wel een agrarische functie, maar wordt niet meer gebruikt als bollenschuur.